# Улица Муравьёва-Амурского
Улица Муравьёва-Амурского — магистральная и центральная улица города Хабаровска, расположена в Центральном районе. Идёт по вершине среднего из трёх холмов центра города от улицы Шевченко до улицы Гоголя. На концах улицы площади Ленина и Комсомольская.
Пересекается улицами: Тургенева, Комсомольская, Истомина, Калинина, Фрунзе, Запарина, Дзержинского, Волочаевская, Шеронова и заканчивается пересечением с улицей Гоголя.
Главная улица города.

## История
Улица названа в честь графа Н. Н. Муравьева-Амурского — генерал-губернатора Восточной Сибири с 1848 по 1861 год, который инициировал обустройство военного поста и дал ему имя исследователя Ерофея Хабарова.
Первостроителями города на трёх холмах холм, по которому прошла улица, назывался Средней горой, наряду с Артиллерийской (современная ул. Ленина) и Военной (современная ул. Серышева). Пересекающие их улицы по первому генплану, составленному землемером Г. К. Любенским в 1864 году, были запланированы просто номерными. По этому же генплану улицу, проходящую по горе, проектировали с запасом — 25 саженей по ширине (55 метров). Улицу назвали Хабаровской, поменяв затем название на Большую. После смерти графа Муравьёва-Амурского жители города решили назвать главную улицу его именем.
1 ноября 1906 года на улице Муравьева-Амурского зажглись первые электрические дуговые фонари.
После установления власти большевиков улица была названа именем Карла Маркса.
Указом Совета народных депутатов от 28 мая 1992 года «О переименовании улицы Карла Маркса в улицу Н. Муравьева-Амурского» в 1992 году улице восстановлено историческое название. Причём переименована только часть улицы Карла Маркса до площади Ленина, включающая исторический центр, в результате нумерация домов по ул. Карла Маркса начинается с дома № 35 (№ 56 по чётной стороне). На смену вывесок при переименовании улицы понадобилось 2 млн рублей в ценах 1992 года.
Выписка из протокола № 3 Малого Совета народных депутатов Хабаровска от 28 мая 1992 года «О переименовании улицы Карла Маркса в улицу Н. Муравьева-Амурского»:

«Доктор исторических наук, почетный гражданин Хабаровска Ю. Качановский: Сколько стоит переименовать улицу?
Председатель Центрального района Совета народных депутатов Ю. Ситников: На смену вывесок при переименовании улицы понадобится два миллиона рублей…
Председатель городского Совета народных депутатов А. Соколов: Необходимо создать общественный фонд, чтобы собрать деньги с граждан и предприятий.
Голосовали: „за переименование улицы“ — 7 человек из 11. Большинством голосов решение принято».
Государственный архив Хабаровского края.

## Строения
Вдоль улицы располагаются здание краевого объединения профсоюзов, Краевое управление почтовой связи (Главпочтамт), здание ДВАГС, больница № 2 им. Матвеева.
На улице расположено множество зданий, являющихся памятниками архитектуры и истории:

### Нечётная сторона
- № 1 — Краевая научная библиотека — Доходный дом Плюснина (1900—1902 годы);
- № 3 — магазины — Торговый дом Пьянковых (1900 год);
- № 5 — магазины (торговый дом «Русь») — Доходный дом японского подданного Итидзи Такэути (1905);
- № 9 — Центральный гастроном — Торговый дом «Кунст и Альберс» (1906—1912);
- № 11 — жили и работали писатели Ажаев, Рогаль, Нагишкин (мемориальная доска)[7]; магазин (торговый дом «Золото»);
- № 17 — Центр детского творчества «Маленький принц» — Дом Пионеров — Городская дума (1909);
- № 19 — Краевая дума и кинотеатр «Гигант» — Дом Советов (1930);
- № 23 — Центральный универмаг — доходный дом А. К. Архипова (1914);
- № 25 — Театр драмы и жилой дом — Дом Коммуны (1931).

### Чётная сторона
- № 2 — Управление Амурского речного пароходства (1934);
- № 8 — Краевая филармония — Общественное собрание (1908);
- № 10 (правое крыло) — Театр юного зрителя — доходный дом Н. Р. Кровякова (1899);
- № 20 — Управление ДВЖД — оно же (1941);
- № 24 — фирмы, магазины — Русско-Азиатский банк (1908);
- № 36 (правое крыло) — кинотеатр «Совкино» — доходный дом В. В. Перфильева (1902).

## Галерея

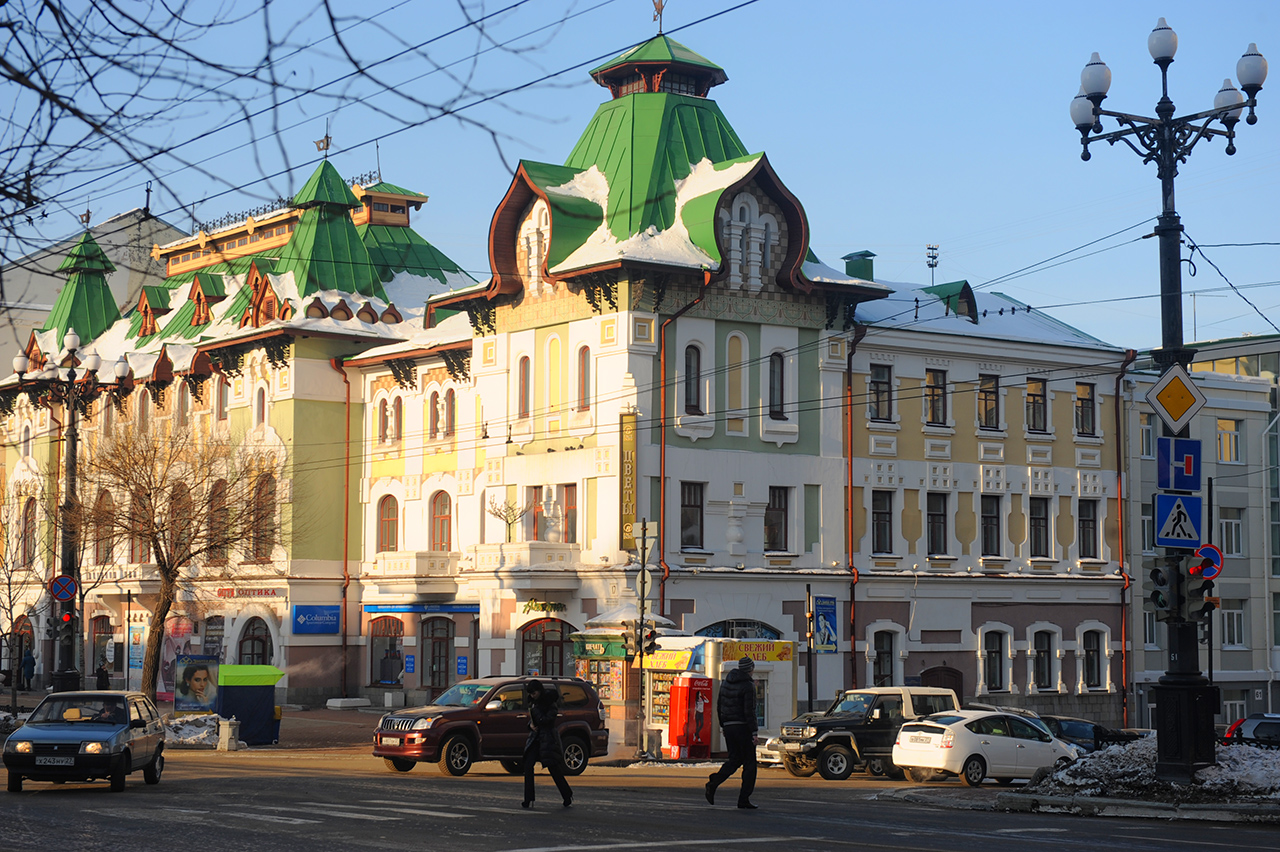
д. 17. Здание городской думы
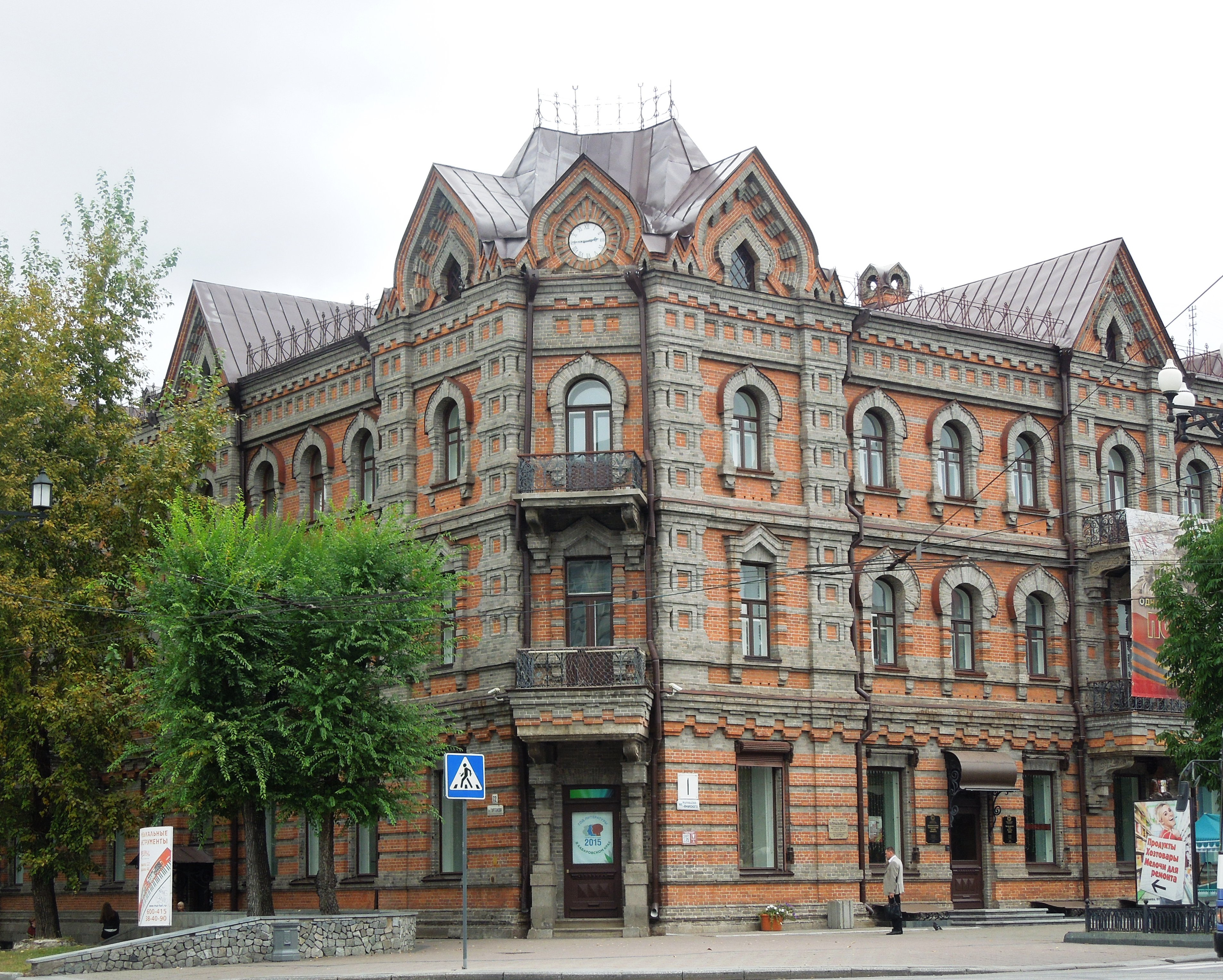
д. 1, бывший Торговый дом Плюсниных
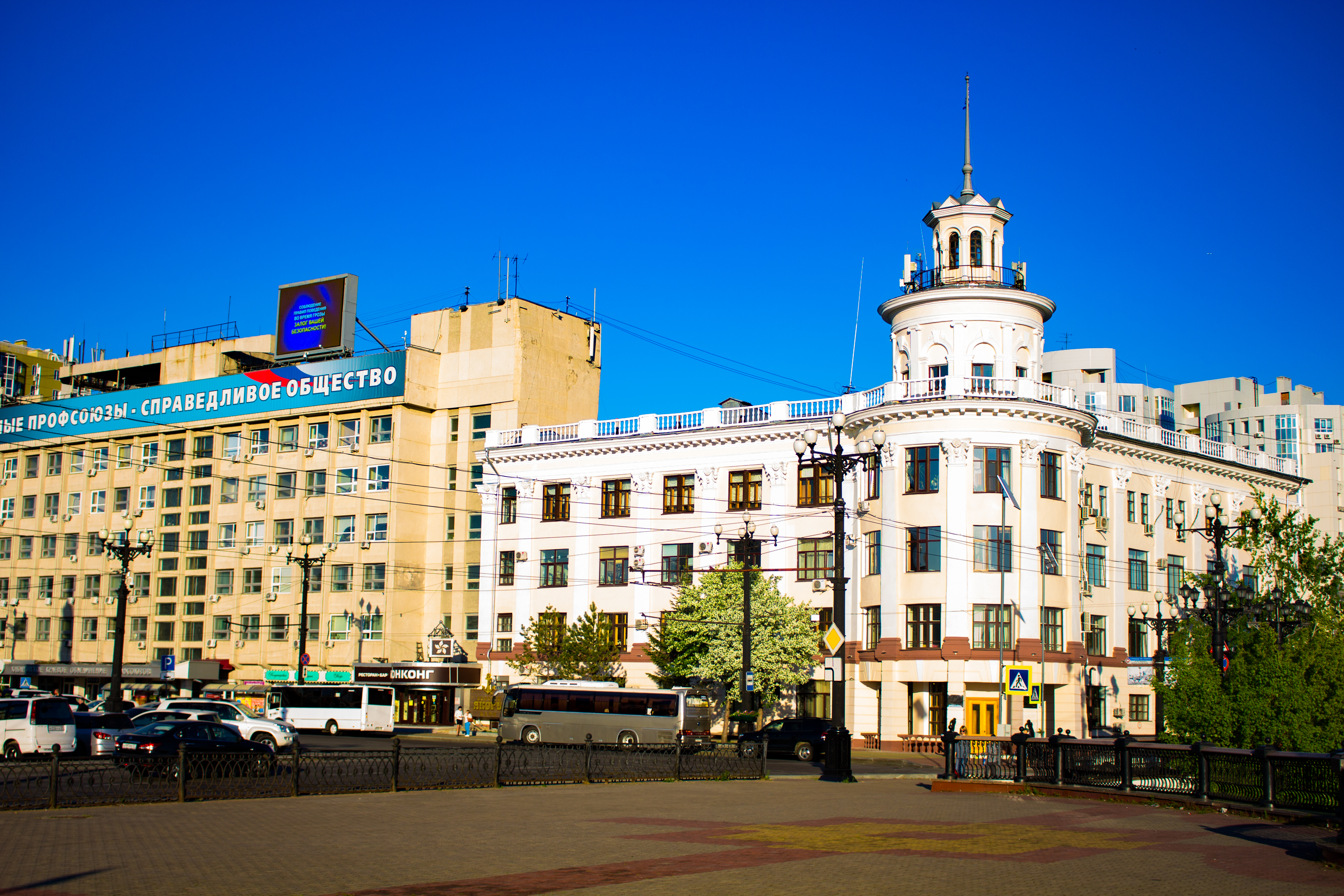
д. 2, Управление Амурским пароходством

## Транспорт
Остановки от начала улицы, в скобках указано название противоположного направления, если отличается: «Комосомольская площадь», «ТЮЗ» («Краевая библиотека»), «Главпочтамт» («ул. Истомина»), «Кинотеатр Совкино» («Театр Драмы»).
- Автобусы: 1, 14, 19, 29, 34, 56,
- Маршрутки: 17, 49, 52, 58, 61, 71, 73, 82, 83, 155
- Троллейбусы: 1